# Oxofilicidad
Oxofilicidad es la tendencia de los compuestos químicos seguros para formar óxidos por hidrólisis o abstracción de oxígeno, a menudo de compuestos orgánicos. El término es utilizado normalmente para describir centros de metal, generalmente de los metales de transición tempranos como titanio, niobio y tungsteno. Los metales oxofilicos están clasificados como "duros" dentro del grupo HSAB. Muchos compuestos de los elementos representativos son también oxofilicos, como derivados del aluminio, silicio, y fósforo(V).

## Reactividad típica
Los complejos de los metales oxofilicos son propensos a la hidrólisis. Por ejemplo, los cloruros se hidrolizan rápidamente para crear óxidos :
TiCl4 + 2 H2O  →  TiO2  +  4 HCl
Estas reacciones proceden vía intermediadores oxicloridos.  Por ejemplo WOCl4 es el resultado de la hidrólisis parcial del hexacloruro de wolframio. Los intermediadores de hidróxido son raramente observados en los metales oxofilicos. En contraste, los haluros de anhidro de los metales más tardíos tienden al hidrato, no hidrolizados, y a menudo forman hidróxidos.
Los complejos reducidos de los metales oxofilicos tienden a generar óxidos por reacción con el oxígeno.
```
2
 (C
5
H
5
)
2
TiCl  +  1/2 O
2
   →   {(C
5
H
5
)2TiCl}
2
O
```

Sólo en los casos más raros la oxigenación produce oxo ligandos terminales.

## Aplicaciones de oxofilicito en síntesis
Los reactivos oxofilicos son a menudo utilizados para extraer o intercambiar centros de oxígeno en substratos orgánicos, especialmente carbonilo (ésteres, cetonas, amides) y epoxides. El altamente oxofilico reactivo generado de hexacloruro de wolframio
y litio de butilo es útil para la desoxigenación de epoxidos. Tales conversiones son a veces valiosas en síntesis orgánica. En las reacción McMurry, las cetonas son convertidas en alcalinos utilizando oxofilicos reactivos:
2 R2CO  +  "Ti"  →  R2C=CR2  +  TiO2
De modo parecido, el reactivo Tebbe es utilizado en reacciones de olefinación:
Cp2TiCH2AlCl(CH3)2  +  R2C=O   →    "Cp2TiO + AlCl(CH3)2"  +  R2C=CH2